# Dodonaea bursariifolia
Dodonaea bursariifolia F. Muell.  är en kinesträdsväxt.
Dodonaea bursariifolia ingår i släktet Dodonaea och familjen kinesträdsväxter. 
Inga underarter finns listade i Catalogue of Life.